# Alejandro Domínguez Domínguez
César Alejandro Domínguez Domínguez (Chihuahua, Chihuahua; 18 de abril de 1975) es un político mexicano, miembro del Partido Revolucionario Institucional. Fue diputado local en dos ocasiones y diputado federal a la LXIII Legislatura.

## Biografía
Alejandro Domínguez nació en la ciudad de Chihuahua el 18 de abril de 1975 y es abogado egresado de la Universidad Autónoma de Chihuahua en 2005.

### Carrera política
Domínguez se afilió al Partido Revolucionario Institucional en los años 90 y en él ha ostentado diversos puestos. En 1998 fue elegido diputado local suplente de Sergio Antonio Martínez Garza por el Distrito 19 y de ese año al 2001 fungió como asesor jurídico de la bancada del PRI en el Congreso de Chihuahua, cargo que dejó al tomar protesta como diputado.
Hacia el 2001 fue elegido regidor del Ayuntamiento de Chihuahua dentro de la planilla de Jorge Barousse Moreno, desempeñándose en esta labor hasta 2004. A la par fue dirigente del Comité Directivo Municipal del PRI en Chihuahua.
Para 2006 fue candidato a diputado federal suplente por el Distrito 6, resultando no electo. En 2010 fue elegido diputado local propietario por el Distrito 18 para la LXIII Legislatura.
El 21 de septiembre de 2013 fue designado dirigente del Comité Directivo Estatal del PRI, cargo al que renunció en enero de 2015 en búsqueda de ser candidato a diputado federal. Finalmente Domínguez fue designado candidato a diputado federal por el Distrito 8, resultando electo para la LXIII Legislatura.
En 2017 buscó de nueva cuenta ser dirigente estatal del PRI en Chihuahua pero le fue rechazado el registro de su candidatura. Este mismo año anunció sus intenciones de buscar la candidatura de su partido a la alcaldía de Chihuahua de cara a las elecciones de 2018. Luego de esto, el 19 de enero de 2018 se registró solamente Patricio Martínez García como precandidato del PRI a la alcaldía de Chihuahua, declinando dicha aspiración el 27 de enero ante lo cual Domínguez se registró como precandidato único del PRI a la alcaldía de Chihuahua el 28 de enero. Finalmente Domínguez resultó no electo al quedar en tercer lugar después de la candidata del Partido Acción Nacional, Maru Campos y del Movimiento Regeneración Nacional, Fernando Tiscareño Luján.
En marzo de 2022 fue designado presidente del Comité Directivo Estatal del PRI por segunda ocasión. En 2024 se registró para buscar ser diputado federal por el Distrito 8 por segunda ocasión en las elecciones de ese año, siendo postulado por la coalición Fuerza y Corazón por México, conformada por los partidos Acción Nacional, Revolucionario Institucional y de la Revolución Democrática.